# イェスベルク
イェスベルク (ドイツ語: Jesberg) は、ドイツ連邦共和国ヘッセン州シュヴァルム＝エーダー郡に属す町村（以下、本項では便宜上「町」と記述する）である。

## 地理

### 位置
イェスベルクは、ケラーヴァルト＝エーダーゼー自然公園の南東端、シュヴァルム川の支流ギルザ川の谷に位置する。ケラーヴァルトの最高峰でシュヴァルム＝エーダー郡の最高地点でもある海抜 675 m のヴュステガルテンはこの町の町域内にある。町内の南西部にはヘムベルク連山がある。カッセルからマールブルクに至る連邦道 B3号線が町内を通っている。

### 隣接する市町村
イェスベルクは、北はバート・ツヴェステン、東はノイエンタール、南はシュヴァルムシュタットおよびギルザーベルク（以上、いずれもシュヴァルム＝エーダー郡）、西はハイナ（ヴァルデック＝フランケンベルク郡）と境を接している。

### 自治体の構成
この町は、以下の各地区からなる。
- イェスベルク（グート・ブリュッヒェンハインを含む）
- デンスベルク
- フンツハウゼン（ホーフグート・リッヒェローデを含む）
- エルンローデ＝シュトラング
- レプティヒ（ヴィッカースヘーフェンを含む）

## 歴史

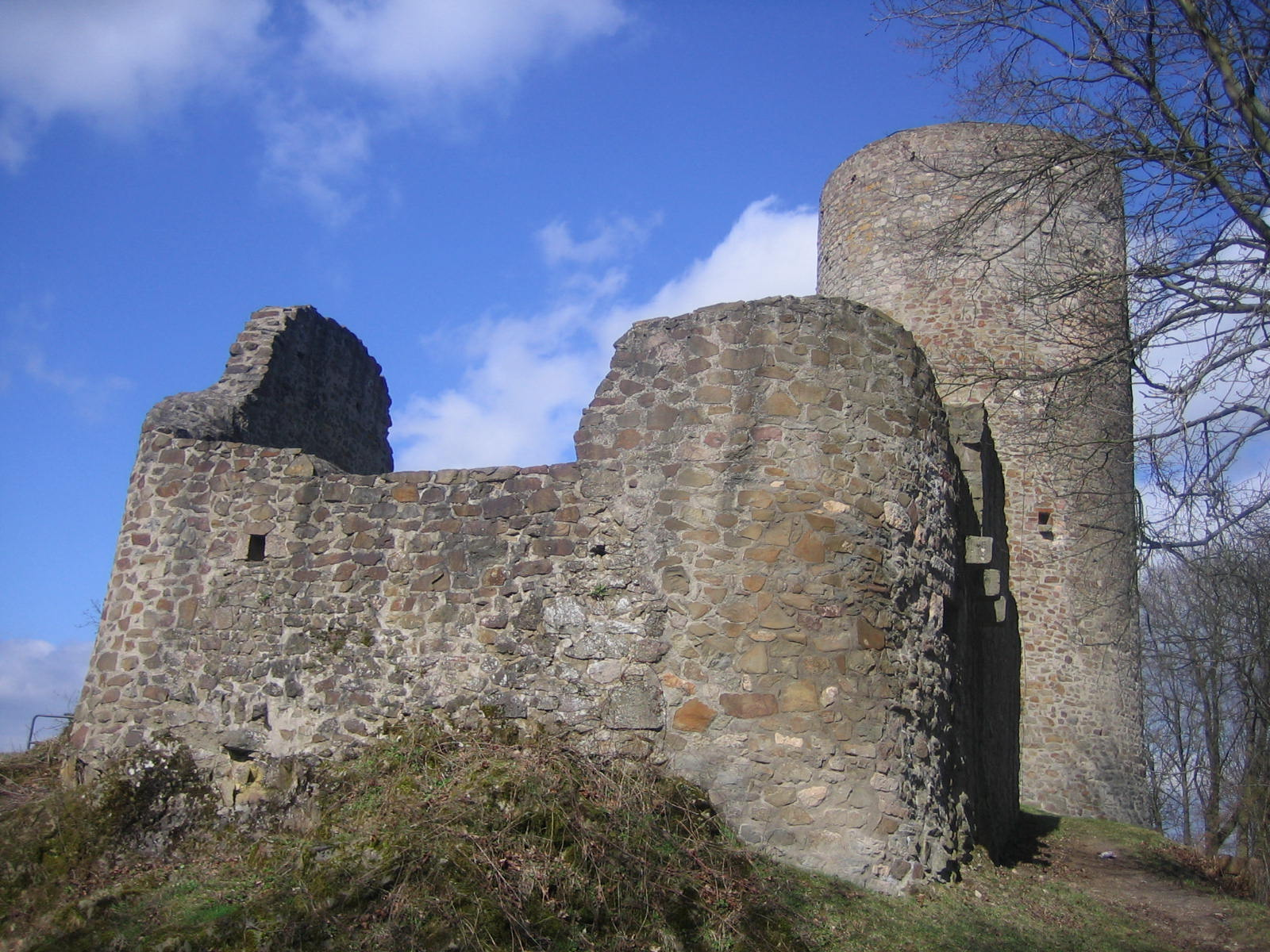
イェスベルク城塞

13世紀の初めに貴族一門のリンジンガー家によって建設されたイェスベルク城塞は、1241年にマインツ大司教に売却され、そのレーエンとして改めて同家に委託された。この城は、ナウムブルク、フリッツラー、フェルスベルクのハイリゲンベルク城とともに、マインツ大司教がヘッセン方伯と対峙する北ヘッセンの主要な防衛ポイントであった。この城は1426年に大規模な拡張・増強がなされ、1427年7月23日にフリッツ近郊のグローセネングリザー・プラッテの戦いで手酷い敗戦を喫したライニンゲン伯ゴットフリートが指揮するマインツ軍の退却に利用された。1469年にヘッセン＝カッセル軍とヘッセン＝マールブルク軍との間で戦われたヘッセン兄弟戦争では、カッセル軍によって占領され、一部が破壊された。1524年に改築がなされたが、1586年から徐々に老朽化が始まった。
イェスベルクのバロック様式の城館は、ヘッセン＝カッセル方伯カールの息子であるマクシミリアン・フォン・ヘッセンによって18世紀前半に建設され、トライスバッハ川沿いの地に建設された。彼は1723年に父親からリッヒェローデ御料地やフンツハウゼン村を含むイェスベルクの統治権を譲渡されていた。これは1721年にリンジンゲン家のルートヴィヒが男系後継者をもうけずに亡くなり、イェスベルクの統治権が方伯に返還されていたものである。さらに1723年から1753年に、マクシミリアンの4人の幼い娘の願いによって、イェスベルクの南東にプリンツェシンガルテン（公女の庭）が造営された。現在のイェスベルク州有林がこれである。
ナポレオンによるヴェストファーレン王国時代（1807年 - 1813年）、イェスベルクはイェスベルク小郡の首邑となり、治安裁判所が設けられた。
イエスベルクには、1911年10月2日に開業した鉄道ツィンマースローデ - ゲミュンデン (ヴォーラ)線「ケラー鉄道」の駅があった。この路線は、1972年5月28日に全線の旅客運行とツィンマースローデ - ギルザーベルク間の貨物運行が廃止された。
1968年9月1日に、レプティヒと、イェスベルク集落から北西に 2 km 離れたグート・ブリュッヘンハインが、それまでは単にやや大きな村に過ぎなかったイェスベルクと合併し、自治体としてイェスベルクが成立した。1972年1月1日にそれまで独立した町村であったエルンローデ＝シュトラングが続き、1974年1月1日にデンスベルクとフンツハウゼンが合併したことで、町村としてのイェスベルクは現在の形となった。
町内で最も古い集落はおそらくフンツハウゼンで、969年に初めて文献に記録されている。デンスベルクは1085年、エルンローデは1343年、シュトラングは1565年、レプティヒは1580年が文献上の初出である。

## 宗教

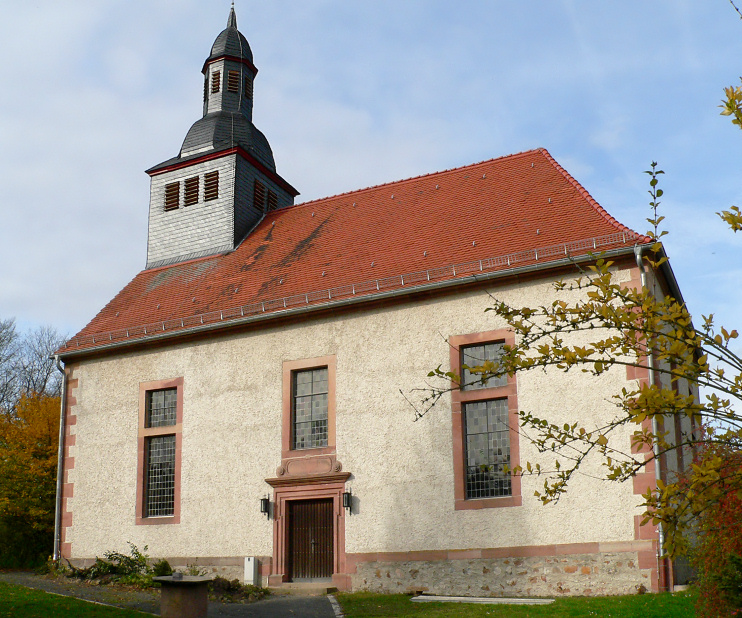
デンスベルクの教会

この町の住民の多くがプロテスタント教会の信者である。イェスベルク、フンツハウゼン、エルンローデ＝シュトラングの教会組織は、イェスベルク牧師区の管轄下にある。デンスベルク牧師区には、行政上はギルザーベルクの地区であるシェーンシュタインとモイシャイトが含まれている。レプティヒはニーダーウルフ牧師区に属す。
第二次世界大戦後、イェスベルクにカトリック教会組織が発足した。その信者の多くは難民たちであった。彼らは初め、イェスベルク城館の部屋を祭事に用いていたが、1967年に教会堂を完成させた。現在イェスベルクのカトリック教会組織は、ノイエンタール主任司祭区に属している。
首邑であるイェスベルク集落には、第二次世界大戦前からユダヤ教組織があった。1904年から1905年に集落の外側、ヘムベルクの麓に造られたユダヤ人墓地が現在もそれをしのばせる。デンスベルガー通りにあったかつてのシナゴーグは、現在は住居として利用されている。

## 行政

### 議会
イェスベルクの町議会は、15議席からなる。

### 首長
町長は、1993年からギュンター・シュレンマー (SPD) が務めていた。彼は2005年3月20日の選挙では対立候補がなく、90.8 % の票を獲得して、町長に再選された。2017年3月12日の選挙ではハイコ・マンツ (SPD) が 73.71 % の票を獲得して新たな町長に選出された。

### 姉妹都市
- ヴィソカ（ポーランド、ヴィエルコポルスカ県）2002年

## 文化と見所

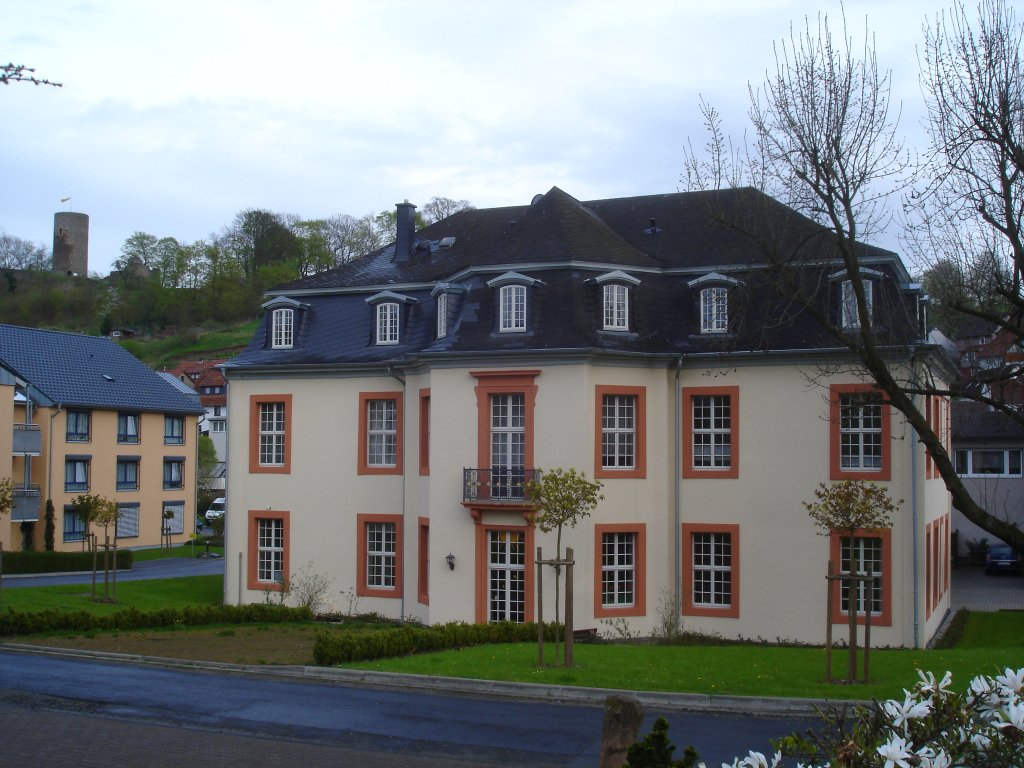
イェスベルク城館。左手奥の山の上にイェスベルク城塞の主塔が見える。

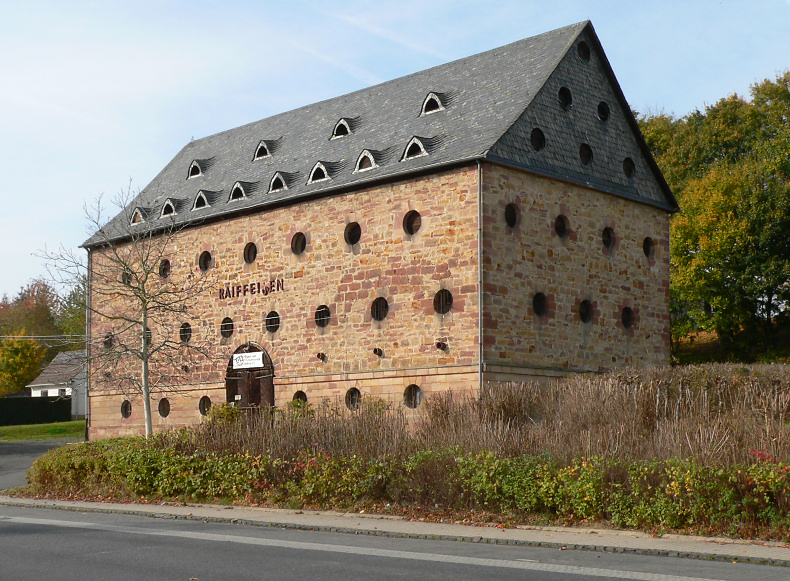
B3号線沿いの十分の一税倉庫

### 余暇センター
ギルザ川沿いの公民館の近くにイェスベルク余暇センターがあり、レストラン、キャンプ場、温水屋外プール、スポーツグラウンド、テニスコートがあり、この他にもスポーツ・レクリエーションを楽しむことができる。

### 見所
見所は、歩いて登ることのできる主塔を有するイェスベルク城塞とデンスベルク城塞跡である。イェスベルク城館と集落の外の森に位置するプリンツェシンガルテン（公女の庭）は18世紀に方伯の子息マクシミリアン・フォン・ヘッセンによって造営されたもので、彼はその生涯の大部分をイェスベルクで過ごした。連邦道 B3号線沿いに古い十分の一税倉庫がある。

### 自然公園の散策
イェスベルクは、多くの遊歩道が整備されたケラーヴァルト＝エーダーゼー自然公園内に位置している。散策の人気のゴールは、デンスベルクから北に約 3 km、2003年に高さ 28 m のケラーヴァルト塔が建てられたヴュステガルテンである。この他、町内をケラーヴァルトシュタイクとルルスプファートが通っている。また、イェスベルクとデンスベルクとの間に森の学習路が
ある。

### サークル活動
この町の社会生活はサークル活動に特徴付けられており、数多くの定期行事が組織されている。すべての地区に消防団がある。
ケーラーフェライン（炭焼きサークル）は、ケラーヴァルトの中で伝統的な炭焼きを復活させ、公開実演を行っている。
町外でも有名なアマチュア劇団「デンスベルガー・フリューシュテュッカー」は毎年夏に、かつてのデンスベルク城の堀跡に設けられた野外ステージで演劇の上演を行っている。
- 余暇センターの屋外プール
- イェスベルク城塞跡から見たイェスベルク
- デンスベルク城の堀の跡
- プリンツェシンガルテン
- イェスベルクからヴュステガルテンを望む
- ヴュステガルテンの山上にある展望塔ケラーヴァルト塔
- ギルザ川に架かる石橋

## 経済と社会資本

### 公共機関
イェスベルクには、基礎課程学校が1校、幼稚園が1園、余暇センターを併設した公民館が1棟、無給のボランティアによって運営されている図書館が1館ある。デンスベルク、エルンローデ、フンツハウゼン、レプティヒの各地区には地区の集会所が設けられている。この他、5つの子供広場、2つのグリル場、水浴場、ミニゴルフ場がある。

## 引用
1. ↑  Hessisches Statistisches Landesamt: Bevölkerung in Hessen am 31.12.2023 (Landkreise, kreisfreie Städte und Gemeinden, Einwohnerzahlen auf Grundlage des Zensus 2011)]
2. ↑  Dietrich Christoph von Rommel: Geschichte von Hessen, Band 5, Kassel 1835 (p. 413)（2012年1月15日 閲覧）
3. ↑  “Bürgermeisterwahl Gemeinde Jesberg am 12-03-2017”. 2022年3月3日閲覧。